# Csáktornya (Pozsega-Szlavónia)
Csáktornya (horvátul: Čaklovac), várrom Horvátországban, a Pakrác közelében fekvő Dragović falu határában.

## Fekvése
Dragović falutól délre, a Psunj-hegység egyik 370 méteres magaslatán található.

## Története
Csáktornyát valószínűleg a templomosok építették azon a földön, melyet II. András király 1210-ben nekik adományozott. Azt az utat ellenőrizte, amely Pakrác felől Kamengrádon át Pozsegára vezetett. Miután a templomosok rendjét feloszlatták a vránai johannita perjelségé volt.  A 15. századi források már Csáktornya néven említik. A későbbi idők történelmi írásaiban már a horvát Čakovec név is szerepel . Az idő múlásával alakult ki a mai horvát Čaklovac név. Ugyanebben az időszakban ezen erőd biztonsága kézműveseket és kereskedőket vonzott, így az erőd alatt kialakult egy mezőváros, amelyhez erős gazdasági kapcsolatok fűzték. Közigazgatási szempontból Kőrös megyéhez tartozott, amelynek legkeletibb védelmi pontja volt. A 16. század első két évtizede után tulajdonosai többször változtak. Először Keglevich Péter báné lett, később Tahy Ferenc birtokában volt, majd évszázaddal később török uralom alá került. A török uralom alatt a vár elvesztette gazdasági jelentőségét és csak katonaság maradt benne. Rossz híre volt, mert urai gonosz agák voltak akik rendszeresen fosztogatta a környező lakosságot. Közülük a leghírhedtebbet egy horvát hajdú, Franjo Ilinić ölte meg. Miután a török a 17. században távozott a vár jelentősége az idő múlásával csökkent, így elhagyatva állapota egyre romlott.

## A vár mai állapota
A hegy csúcsán, egy ötszögletű torony romjai, valamint a valaha a hegy alakját követő, egy zárt udvart képező övező falak egy része maradt fenn. Előtte délkeleti irányban, egy mező terül el, amitől a várat egy mély sánccal és egy erős fallal választották el. Ennek az az oka, hogy a várat innen lehetett legkönnyebben megközelíteni. A vár keskenyebb részéből nem sok minden maradt fenn, az öregtorony egy része úgy omlott le, hogy az ötszögnek a fele maradt fenn. Az ötszög éle arra a mezőre irányul, ahonnan a legkönnyebben volt megközelíthető.

## Fordítás
Ez a szócikk részben vagy egészben  a(z)   Čaklovac című horvát Wikipédia-szócikk ezen változatának fordításán alapul.  Az eredeti cikk szerkesztőit annak laptörténete sorolja fel. Ez a jelzés csupán a megfogalmazás eredetét és a szerzői jogokat jelzi, nem szolgál a cikkben szereplő információk forrásmegjelöléseként.